# Wasmannia auropunctata
 (octobre 2022).
Si vous disposez d'ouvrages ou d'articles de référence ou si vous connaissez des sites web de qualité traitant du thème abordé ici, merci de compléter l'article en donnant les références utiles à sa vérifiabilité et en les liant à la section « Notes et références ».
Espèce
Synonymes
- Hercynia panamana (Enzmann 1947)
- Ochetomyrmex auropunctatum (Forel 1886)
- Tetramorium auropunctatum (Roger 1863)
- Wasmannia glabra (Santschi 1931)
- Xiphomyrmex atomum (Santschi 1914)

Wasmannia auropunctata (aussi appelée petite fourmi de feu ou fourmi électrique, en raison de sa piqûre très urticante) est une espèce de fourmis invasives pouvant former des supercolonies.
Originaire de l'Amérique du sud, elle se trouve aujourd'hui sur la majorité des continents. L'espèce est inscrite depuis 2022 sur liste des espèces exotiques envahissantes préoccupantes pour l'Union européenne. Cela signifie que cette espèce ne peut pas être importée, élevée, transportée, commercialisée, ou libérée intentionnellement dans la nature, et ce nulle part dans l’Union européenne.
Elle ne doit pas être confondue avec Linepithema humile, aussi appelée « fourmi d'Argentine ».

## Caractéristiques

### Taille[3]
- Ouvrières : au corps brun à orangé de petite taille : 1,2 mm de longueur
- Reines : plus foncées que les ouvrières et plus grandes : 4,5 mm de longueur

### Critères distinctifs
- Quelques poils dressés sur le corps
- Deux segments entre le thorax et l’abdomen
- Deux épines sur le premier segment

### Dimorphisme sexuel
- Individus sexuellement matures ailés au début de leur vie, qui perdent leurs ailes ensuite
- Segments antennaires : 11 chez les femelles et 13 chez les mâles

### Alimentation: opportuniste et polyphage
Invertébrés, graines, diverses matières végétales, miellat produit par des pucerons

### Fourmi "vagabonde"
La fourmi électrique est une fourmi vagabonde. On désigne ainsi des espèces qui partagent des caractères biologiques particuliers : absence de vol nuptial ; polygynie fonctionnelle ; unicolonialité ; tendance à la migration ; grande agressivité interspécifique ; brièveté de la durée de vie des reines ; stérilité des ouvrières ; petite taille et monomorphie des ouvrières.

## Reproduction
Des chercheurs français et suisses expliquent la stratégie reproductive par parthénogenèse de Wasmannia auropunctata. Dans ce mode de reproduction jamais observé auparavant, les mâles sont les clones de leur père et les reines sont les clones de leur mère.
« Chez la plupart des espèces de fourmis, les reines fabriquent deux types d'œuf », explique Denis Fournier, premier auteur de l'étude et chargé de recherche au Fonds national de la recherche scientifique (FNRS) de Belgique. « Certains, dits haploïdes, non fécondés, produisent des mâles tandis que d'autres, dits diploïdes, sont fécondés et produisent soit des reines, soit des ouvrières ». Mais chez la petite fourmi de feu, les reines ont, peu à peu, appris à se passer de la semence des mâles pour engendrer d'autres reines, transmettant ainsi la totalité de leur patrimoine génétique à la génération suivante de femelles reproductrices.
Ainsi, les mâles ne transmettent plus leurs gènes qu'aux ouvrières, qui, stériles, ne peuvent assurer la pérennité de ce patrimoine génétique. Pour contrecarrer cet « hégémonisme génétique » des reines, les mâles ont dû ruser. Les mâles fécondent les ovules haploïdes et une fois la fécondation effectuée, l'ADN du mâle élimine celui de la femelle. L'œuf en question engendre, en définitive, un clone du mâle l'ayant fécondé.
Chez Wasmannia auropunctata, tout ou presque se passe donc comme si les mâles et les femelles appartenaient à deux espèces différentes. Cependant, même si ce divorce, consommé de longue date, les place sur deux branches distinctes de l'arbre de l'évolution, mâles et reines ont malgré tout besoin l'un de l'autre. Leurs gènes se mêlent pour engendrer les ouvrières. Bien que stériles, ces dernières n'en assurent pas moins l'organisation sociale de l'espèce et le bon fonctionnement des colonies.
Sans être finaliste, on pourrait y voir une des explications du fait que, bien que pourvues d'ailes dans leur jeunesse, les reines et les mâles ne font jamais de vol nuptial. De plus, il a été montré que les reines survivent mal sans l'aide de quelques ouvrières (qui n'ont pas d'ailes).

## Écologie et comportement
Les nids sont interconnectés en réseaux, peu structurés, présents dans :
- tous types de substrats : sous les feuilles, dans les creux des branches, dans le sol… ;
- que ce soit dans les milieux naturels ou perturbés ;
- Les colonies sont très mobiles, surtout en cas de perturbation ;
- La densité de population est très forte : parfois 80 reines au m².

L'espèce est tropicale, le climat de la métropole constitue un obstacle à sa dispersion et son installation. En Europe, les fourmis vont plutôt privilégier les lieux habités, source de chaleur.

## Invasion en Afrique
Depuis son introduction au Gabon par des agronomes dans les années 1920, Wasmannia auropunctata envahit maintenant plusieurs pays d'Afrique centrale et menace la biodiversité.
Une enquête a été conduite sur sa distribution actuelle au Cameroun. Des nids ont été récoltés dans chaque localité infestée et élevés en laboratoire pendant un mois. Des tests d'agressivité consistant à des confrontations une à une des ouvrières provenant de mêmes nids, de même localités ou de localités différentes ont été conduits dans des boîtes de Petri (Ø = 1,5 cm). Les observations ont été faites sous une loupe binoculaire (x16). Pendant cinq minutes, les comportements prédéfinis ont été enregistrés et classés selon une échelle d'agressivité croissante à quatre niveaux : 1 = contact fortuit, antennation brève, antennation mutuelle, rester immobile au contact d'un congenère, trophallaxie, 2 = antennation prolongée, poursuite, évitement, 3 = saisie, 4 = combat, agrippement. Les résultats obtenus montrent que la zone infestée par W. auropunctata s'est étendue d'environ 120 et 300 km respectivement vers le sud et le nord de la zone d'introduction. L'agressivité a été absente à l'intérieur du même nid, faible à l'intérieur d'une même localité et entre les localités. Ces résultats indiquent qu'une seule super-colonie existe au Cameroun.

## Invasion en Nouvelle-Calédonie
La Nouvelle-Calédonie a été contaminée avant les années 1960 et aucun plan de lutte n'a jamais été mis en place. Elle est entièrement contaminée, y compris les îles Loyauté au Nord et les ilots périphériques du Caillou (La grande île). La contamination déborde sur les îles les plus proches de l'archipel voisin du Vanuatu. Il n'existe toujours aucun plan de lutte en Nouvelle-Calédonie.
Sur place, on remarque depuis quelques années qu'elle recule devant une autre fourmi envahissante, une fourmi noire, Pheidole megacephala dite Fourmi à Grosse Tête, mais ceci n'est constaté que dans les zones sèches : les zones humides à végétation foisonnante restent interdites.

## Invasion en Polynésie française
La Polynésie est constituée de 120 îles et atolls et possède un climat plus humide que la Nouvelle-Calédonie.
Découverte officiellement mi-2004 sur Tahiti, Wasmannia auropuncata y est certainement arrivée au début des années 90. Elle n'y a probablement pas été introduite volontairement, mais elle s'y étend depuis. Son expansion est désormais en cours de description et de début de contrôle car, comme ailleurs, elle menace la biodiversité locale et les économies touristique et agricole.
Les animaux de compagnie et le bétail font déjà les frais de ses attaques : la petite fourmi de feu provoque, en piquant les yeux, la kératite de Floride, une maladie incurable pouvant aller jusqu'à provoquer la cécité.
En Polynésie en 2009, l'île de Tahiti semble être la seule contaminée mais les recherches systématiques de 2008-2009 n'ont concerné que cette île et sa voisine, Moorea, sur les 120 de l'archipel. La presse locale a rapporté fin 2006 l'interception d'un catamaran contaminé en provenance de Tahiti, interception réalisée dans le port d'Uturoa (île de Raiatea) par les agents du service phytosanitaire. Il y a donc tout lieu d'être prudent quant à l'état réel de la contamination de la Polynésie.

## Arrivée en Europe
Déjà observée à Malaga en Espagne, elle est repérée pour la première fois en France dans le Var en 2022,,. S'agissant d'une super-colonie trouvée à Toulon dans une résidence en bord de mer, il est possible qu'elle y ait été déjà présente depuis au moins un an,. Elle a probablement été importée avec des plantes ornementales.

## Sous-espèces
Cet insecte est représenté par sept sous-espèces :
- Wasmannia auropunctata auropunctata ;
- Wasmannia auropunctata australis ;
- Wasmannia auropunctata laevifrons ;
- Wasmannia auropunctata nigricans ;
- Wasmannia auropunctata obscura ;
- Wasmannia auropunctata pulla ;
- Wasmannia auropunctata rugosa.

### Note
1. ↑  Dans l'île des Pins, par exemple, la fourmi électrique menace de disparition une espèce très rare de fourmi : Myrmecia apicalis.